# Genhout
Genhout is een kleine plaats in het zuiden van de Nederlandse provincie Limburg, het hoort van oudsher bij de gemeente Beek en ligt op het heuvelplateau ten zuidoosten van deze plaats, namelijk het Centraal Plateau. De plaats omvat het dorp Groot-Genhout en het gehucht Klein-Genhout, deze (voorheen) aparte kernen vormen tegenwoordig administratief een geheel met elkaar. In de volksmond wordt nog steeds over twee aparte plaatsen gesproken, op de witte plaatsnaamborden die naast de officiële blauwe borden zijn geplaatst staan enkel de oude namen in het plaatselijke dialect. De kernen liggen slechts enkele tientallen meters van elkaar, samen telden ze in 2019 1211 inwoners.
In Groot Genhout staat de parochiekerk Sint Hubertus, genoemd naar de schutspatroon Sint Hubertus van Genhout. Deze kerk werd in 1937 gebouwd naar een ontwerp van de architect Alphons Boosten. Mede hierdoor werd Groot Genhout een dorp en hoorde niet langer bij de parochie van Beek.

## Bezienswaardigheden

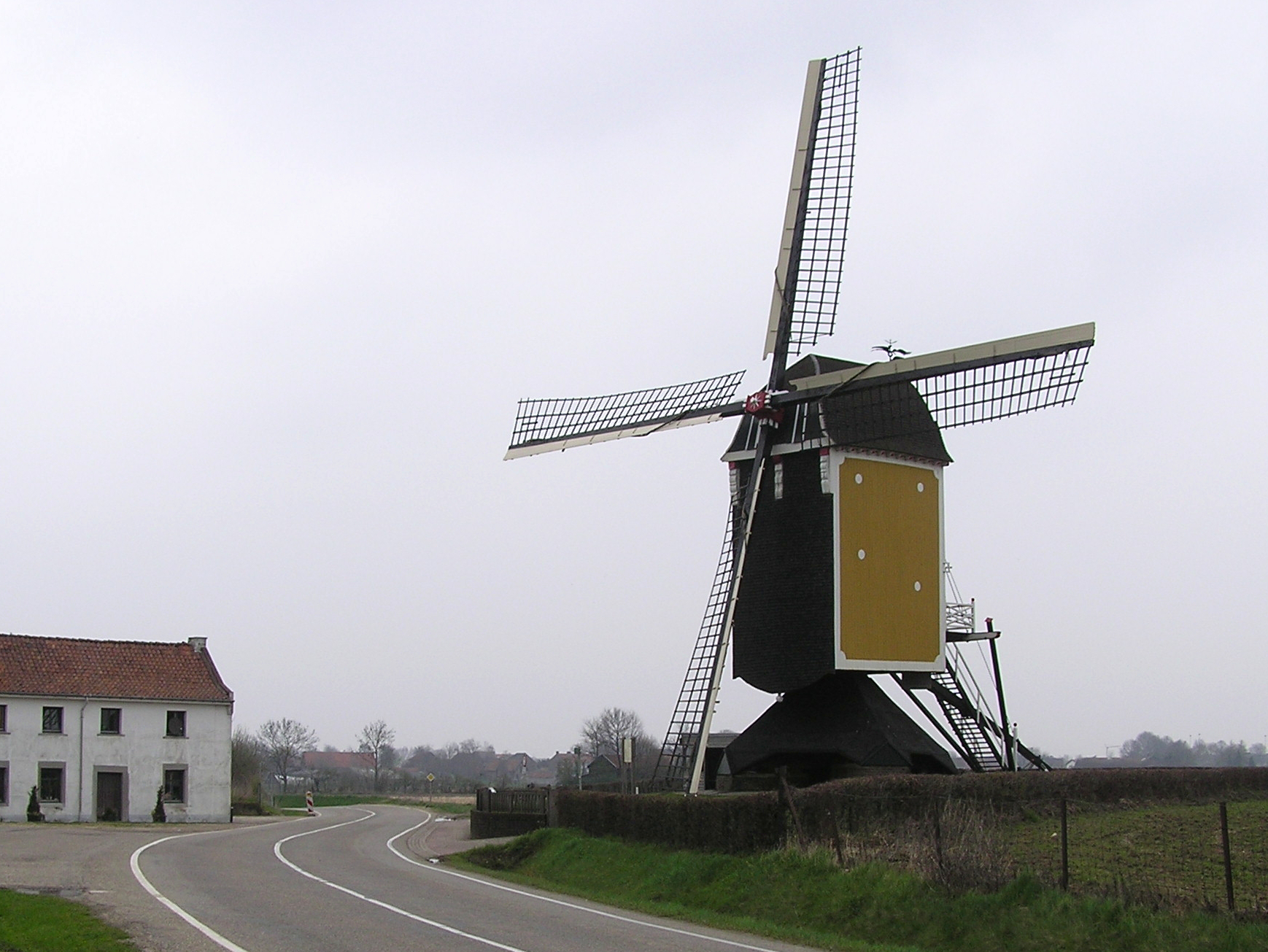
Standerdmolen te Genhout

- Sint Hubertusmolen uit 1802 is van het type standerdmolen en getimmerd van hout. De molen staat langs de weg van Schimmert naar Beek. Sinds 1971 is de molen eigendom van de gemeente Beek. Het maalwerk wordt nog regelmatig gebruikt.
- Sint-Hubertuskerk, ook wel de kerk van de Limburgse kunstenaars genoemd, is gebouwd in 1937 onder architectuur van Alphons Boosten uit Maastricht. De Limburgse kunstenaars die hebben meegewerkt zijn: Harie Jonas, Charles Eyck, Joep Nicolas, Charles Vos, Gisèle Waterschoot van der Gracht, Jacques Verheyen, Jef Scheffers en Yvonne Trypels. Het gebouw is opgetrokken uit Beker gele bakstenen en de 42 meter hoge toren heeft een opvallend groen spits dak dat van koper gemaakt is.
- Het Oorlogsmonument in de buurt van de kerk uit 1955 is gemaakt door Frans Timmermans
- Sint-Hubertuskapel in het zuidoosten van de plaats.
- Twee monumentale carréboerderijen in de buurtschap Printhagen: de Benedenste Hoeve uit 1744 met bakhuis en de Bovenste Hoeve uit 1806.
- Diverse oude boerderijen en vakwerkhuizen
- Sculptuur van Caius Sproncken uit 1994

Zie ook
- Lijst van rijksmonumenten in Genhout

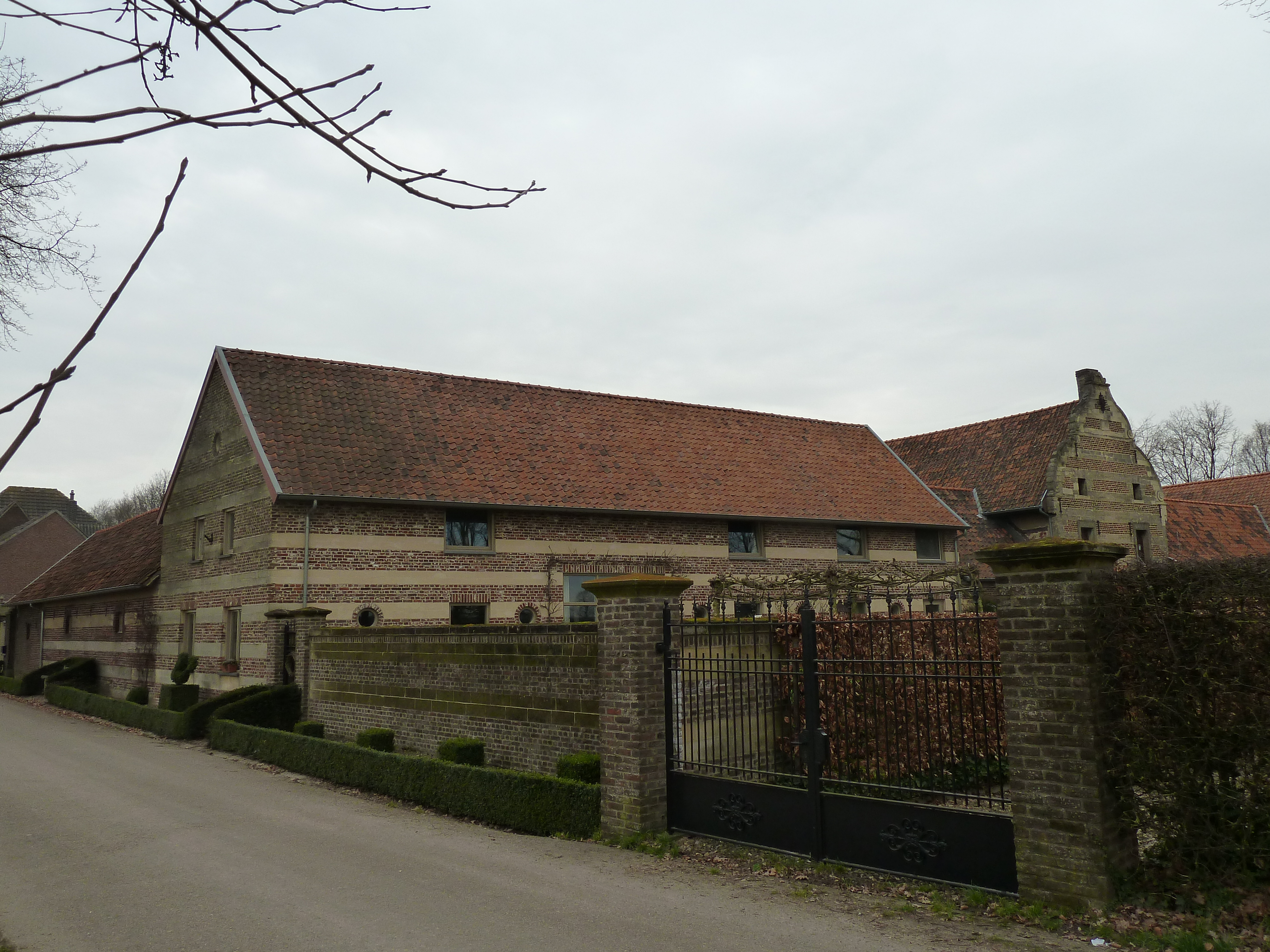
Benedenste hoeve van Printhagen
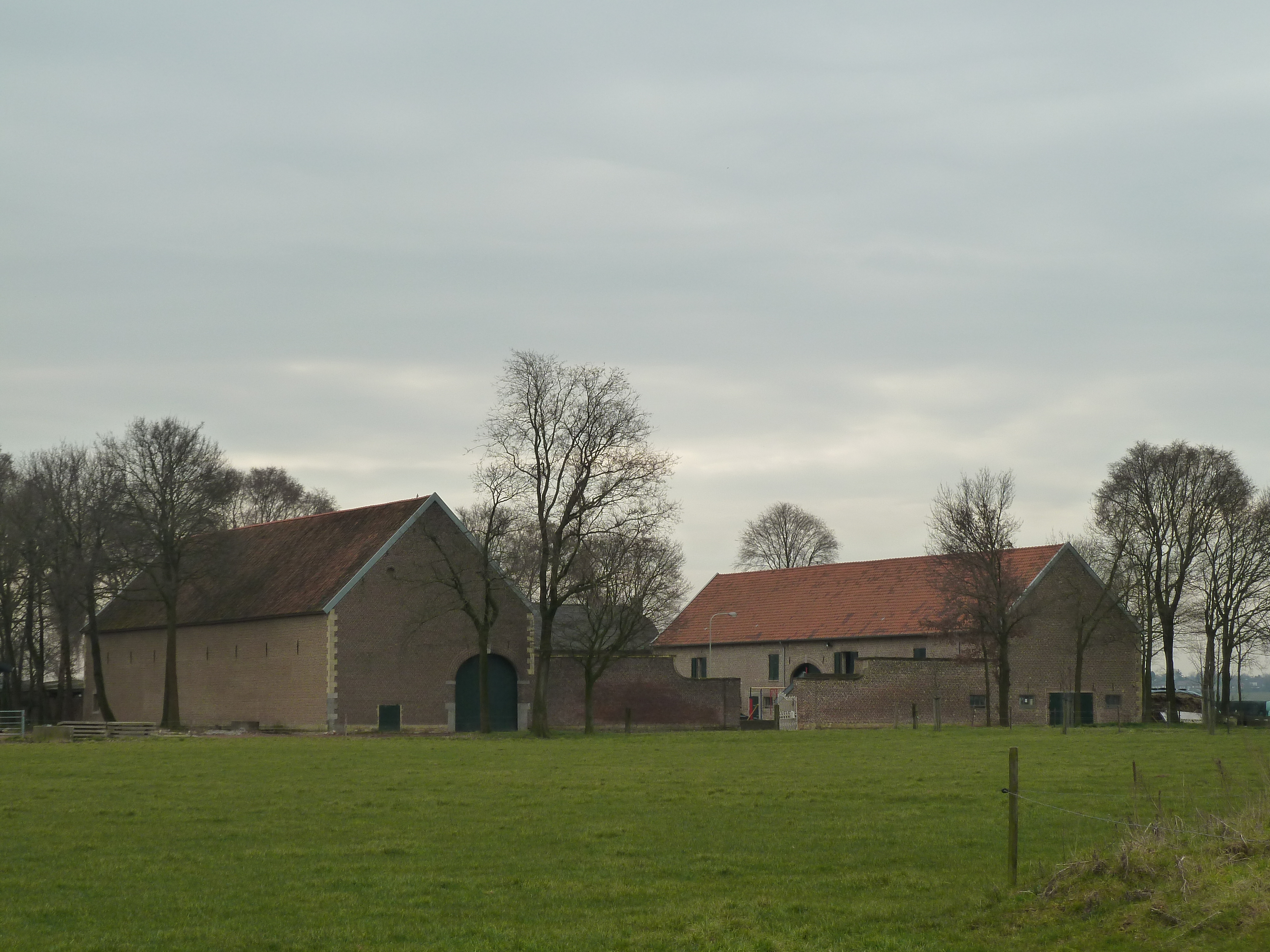
Bovenste hoeve van Printhagen

## Dorpsverenigingen
- Toneelvereniging "Ons Genoegen"
- Fanfare Sint Antonius uit 1917
- Carnavalsvereniging de Sjravelaire uit 1974
- Voetbalvereniging GSV '28 uit 1928
- ZijActief afd. Genhout uit 1936

## Nabijgelegen kernen
Kelmond, Beek, Spaubeek, Ulestraten, Schimmert